# اس‌تی‌اس-۴۷
اس‌تی‌اس-۴۷ (انگلیسی: STS-47) پنجاهمین ماموریت شاتل‌های فضایی ناسا و دومین ماموریت شاتل فضایی ایندیور بود. این ماموریت بیشتر با هدف بررسی آزمایش‌های زیستی و علوم مواد صورت گرفت.